# Pegasoferae
Die Einteilung der Lebewesen in Systematiken ist kontinuierlicher Gegenstand der Forschung. So existieren neben- und nacheinander verschiedene systematische Klassifikationen. 
Das hier behandelte Taxon ist durch neue Forschungen obsolet geworden oder ist aus anderen Gründen nicht Teil der in der deutschsprachigen Wikipedia dargestellten Systematik.

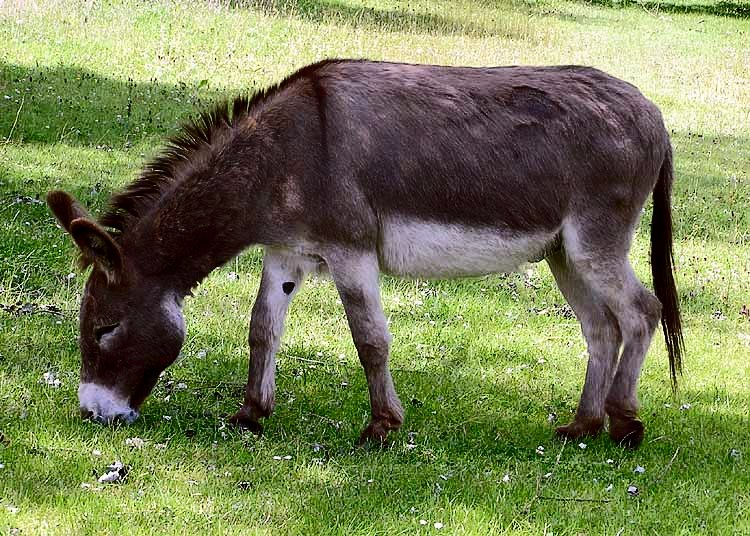
Esel (Equus asinus)

Die Pegasoferae sind ein hypothetisches Taxon innerhalb der Säugetiere (Mammalia), das im Juni 2006 von Hidenori Nishihara, Masami Hasegawa und Norihiro Okada erstmals auf der Basis einer molekularbiologischen Analyse vorgeschlagen wurde. Es handelt sich um eine Gruppierung der Ferae (Raubtiere und Schuppentiere), der Unpaarhufer (Perissodactyla) sowie der Fledertiere (Chiroptera) in eine gemeinsame systematische Gruppe. Damit stellt es der bislang als plausibel akzeptierten Hypothese der Fereuungulata, der Zusammenfassung der Ferae und Unpaarhufer mit den Cetartiodactyla (Paarhufer und Wale) eine Alternative entgegen.

## Kurze Darstellung der betrachteten Tiergruppen
Aufgrund der sehr unterschiedlichen Lebensweisen und Merkmalskombinationen der innerhalb der Pegasoferae vereinten Tiergruppen ist eine allgemein gültige Merkmalsbeschreibung nicht möglich, die Zusammenführung basiert nur auf Übereinstimmungen im genetischen Material. Im Folgenden werden entsprechend die betrachteten Taxa sowie die als Schwestergruppe angesehenen Cetartiodactyla kurz beschrieben, eine ausführliche Darstellung findet sich in den entsprechenden Artikeln:
Ferae

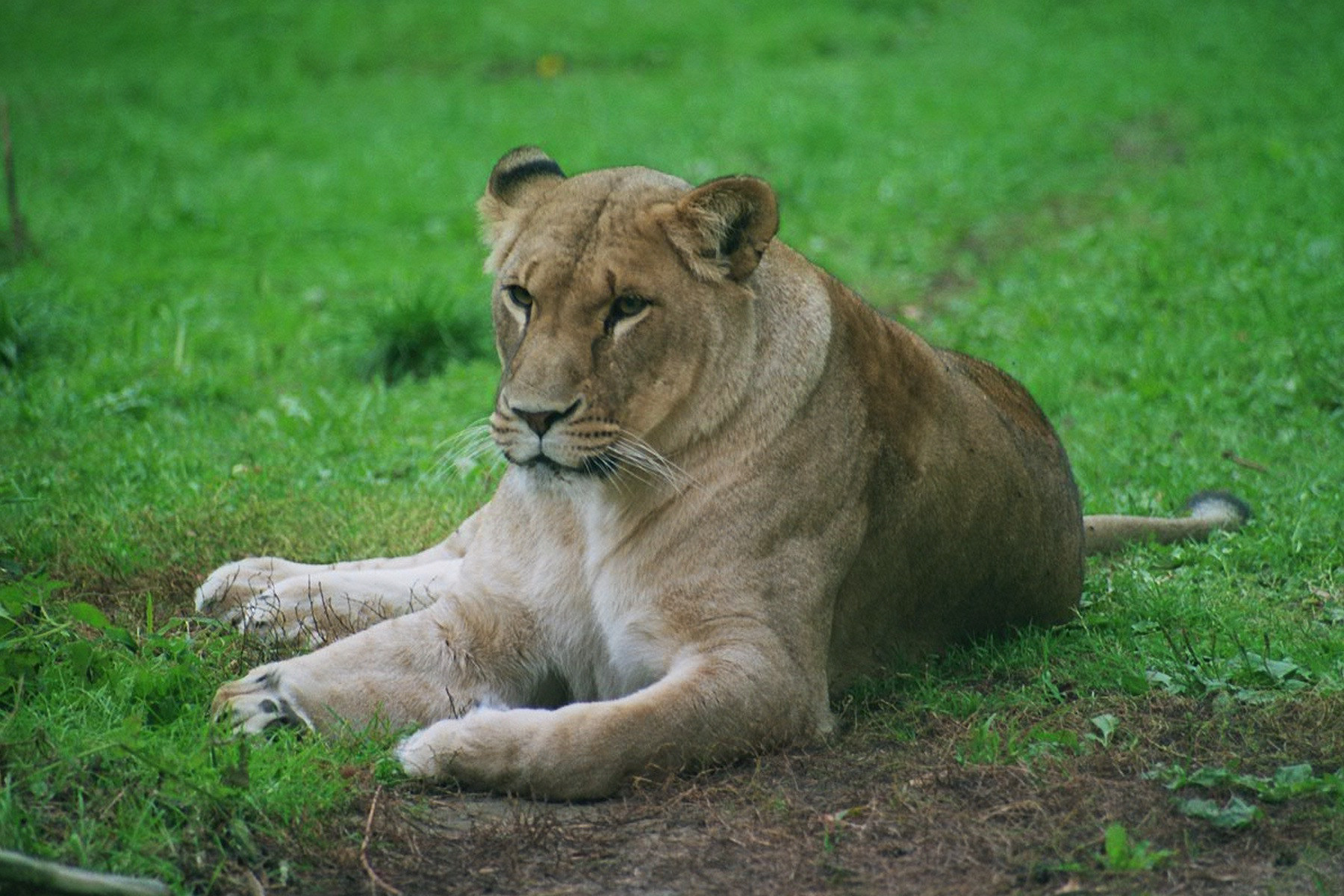
Löwin (Panthera leo)

Die Ferae bestehen aus der artenarmen Gruppe der Schuppentiere (Pholidota) sowie den formenreichen Raubtieren (Carnivora). Mit Ausnahme der Robben handelt es sich hierbei um vierbeinige Landtiere, die weltweit verbreitet sind und sich zumeist auf eine räuberische Lebensweise spezialisiert haben (eine Ausnahme stellt beispielsweise der Große Panda dar). Die Schuppentiere sind dabei hochspezialisierte Ameisen- und Termitenfresser, die meisten Raubtiere Fleisch- und Fischfresser. Die Verwandtschaft dieser beiden als Ordnungen geführten Tiergruppen gilt als weitestgehend bestätigt, obwohl die Schuppentiere auch häufig in die Verwandtschaft der Nebengelenktiere eingeordnet wurden.
Unpaarhufer

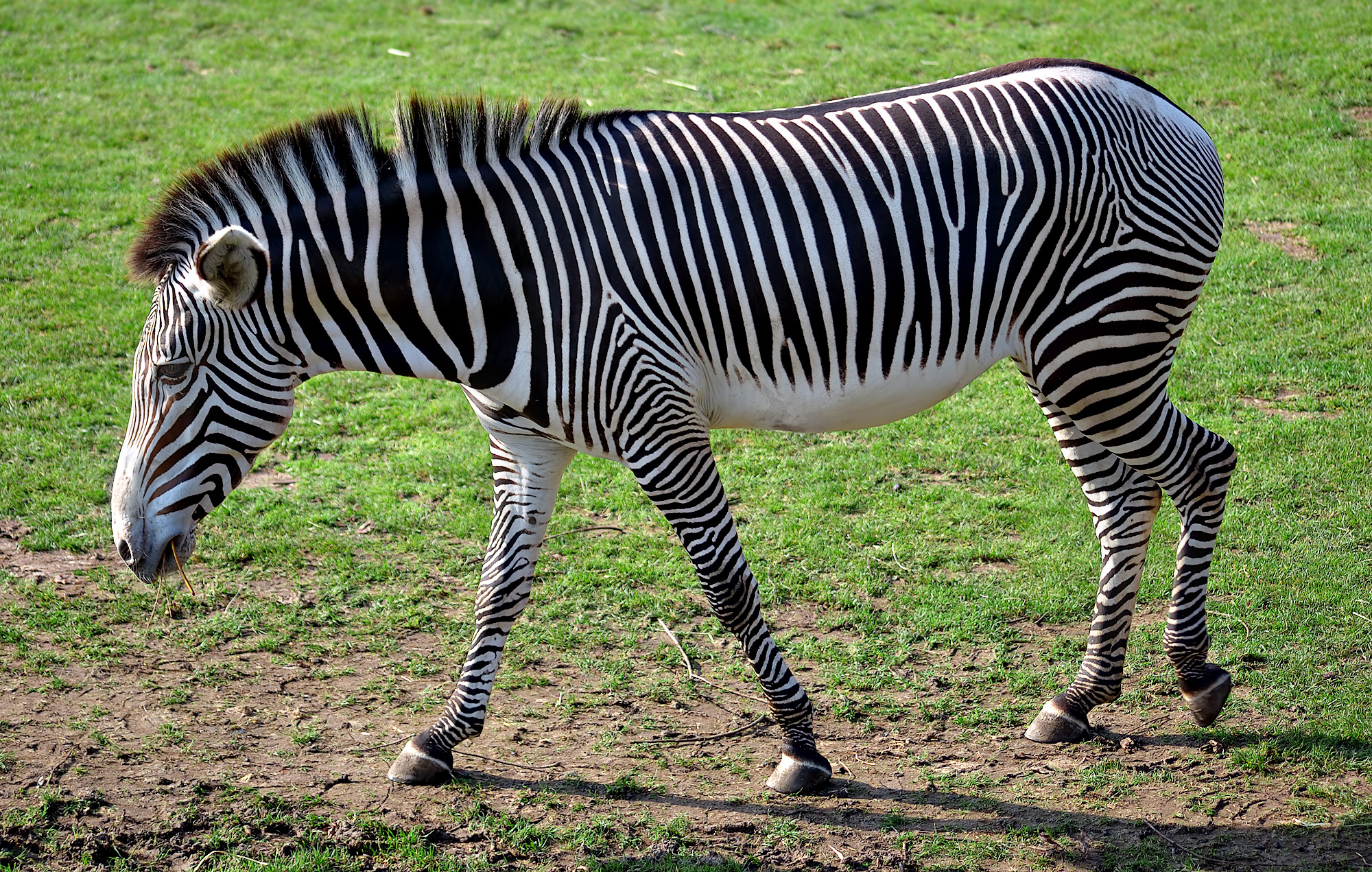
Grevyzebra (Equus grevyi)

Die Unpaarhufer (Perissodactyla) sind eine Gruppe von großen Pflanzenfressern. Vor allem die Pferde sind hochspezialisierte Läufer, die sich an die Steppenlandschaften angepasst haben. Außerdem gehören in diese Gruppe die Tapire sowie die Nashörner. Als kennzeichnendes Merkmal verläuft bei allen Unpaarhufern die Hauptachse sowohl der vorderen als auch der hinteren Füße durch den Mittelstrahl, die dritte Zehe ist dementsprechend bei allen Arten die größte.
Fledertiere

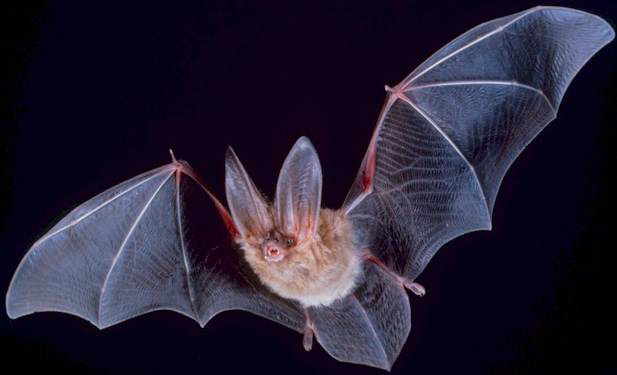
Townsend-Langohr (Corynorhinus townsendii)

Die Fledertiere sind die einzigen Säugetiere, die zu einem aktiven Flug befähigt sind. Entsprechend den Anforderungen an diese Lebensweise sind ihre Extremitäten modifiziert und mit einer Flughaut ausgestattet. Sie ernähren sich teilweise von Insekten (Fledermäuse) und teilweise von Früchten (Flughunde). Nach den Nagetieren stellen sie die artenreichste Ordnung der Säugetiere dar.
Cetartiodactyla

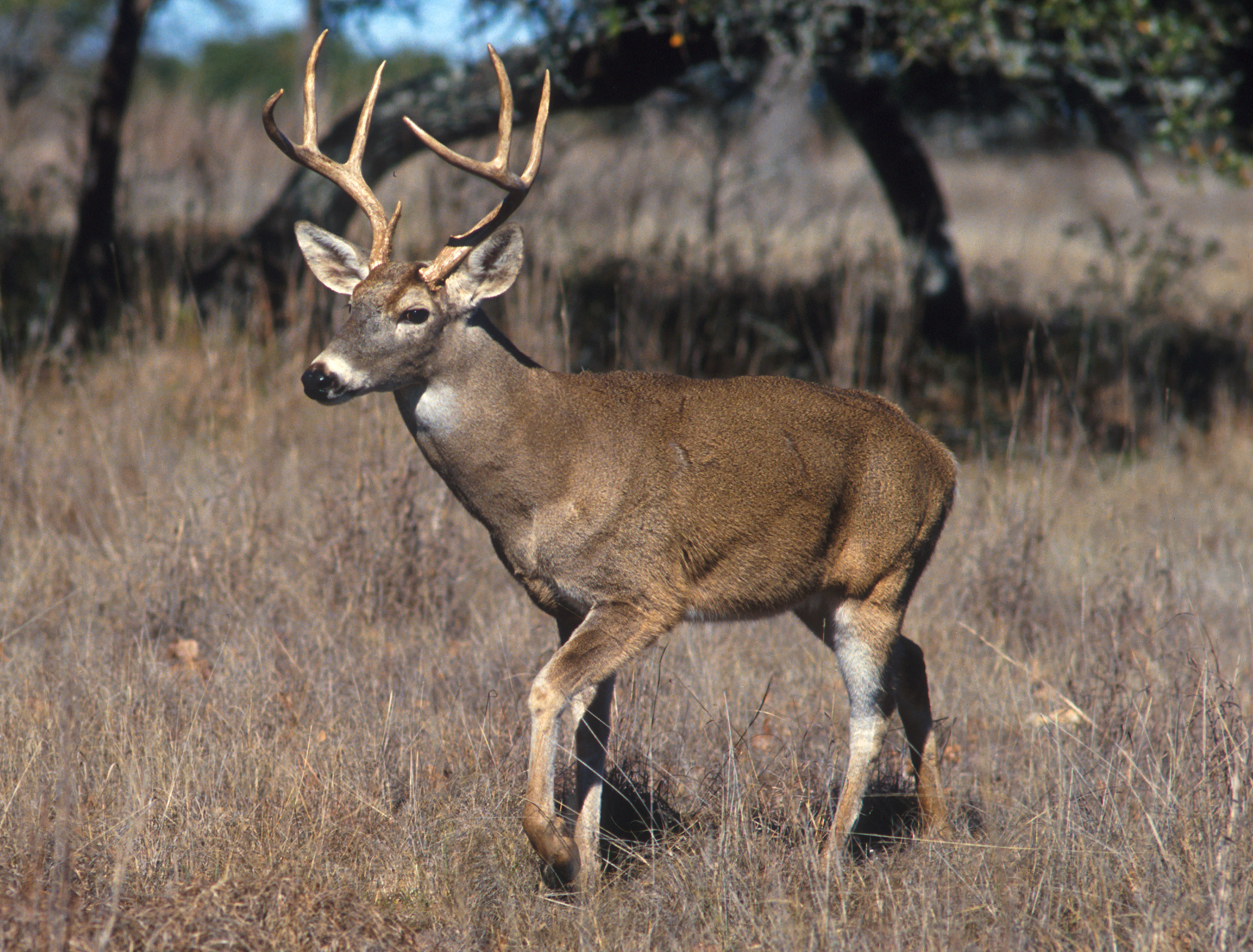
Weißwedelhirsch (Odocoileus virginianus)

Die Cetartiodactyla setzen sich zusammen aus den Paarhufern (Artiodactyla) und den Walen (Cetacea), die sowohl aufgrund morphologischer als auch molekularbiologischer Merkmale zu einem monophyletischen Taxon zusammengefasst werden. Die Paarhufer sind, ähnlich wie die Unpaarhufer, große, vierbeinige Pflanzenfresser, bei denen sich die Zehen aufgrund einer Anpassung an eine laufende Lebensweise zu Hufen entwickelt haben, wobei bei ihnen jedoch die Mittelachse eines Beins zwischen der dritten und vierten Zehe liegt. Die Wale stellen dagegen eine Tiergruppe dar, die sich vollständig an das Leben im Meer angepasst hat (Meeressäuger). In dieser Gruppe sind sowohl jagende Fleischfresser (Zahnwale ernähren sich von Fischen, Tintenfischen, Säugetieren und anderen Meerestieren) als auch Planktonfiltrierer (Bartenwale) enthalten. Die Gruppierung der Wale in die Verwandtschaft der Paarhufer erfolgt vor allem auf der Basis von paläontologischen Funden, innerhalb der Paarhufer gelten die Flusspferde als nächste Verwandte der Wale.

## Methode

### Hintergrund: Bau und Funktion der verwendeten Genelemente
Als Basis der Zusammenstellung der Pegasoferae wurden kurze Abschnitte des Genoms, so genannte Retroposonen, bei Vertretern aller Ordnungen innerhalb der Säugetiere miteinander verglichen und ausgewertet. Retroposonen sind eine spezielle Form von Transposonen (springende Gene), die im Genom enthalten sind, und sich dadurch auszeichnen, dass sie nur mit Hilfe der reversen Transkription vervielfältigt werden können. Bislang ist kein Mechanismus bekannt, der eine Entfernung (Reversion) eines einmal im Genom integrierten Retroposons bedingen könnte. Außerdem gilt der mehrfach unabhängige Einbau (Insertion) eines homologen Retroposons an die gleiche Stelle innerhalb eines Genoms bei unterschiedlichen Tiergruppen als ausgeschlossen. Retroposonen gelten aus diesem Grund als unanfällig für Homoplasie bzw. Konvergenzen, also mehrfach unabhängig entstandene Merkmale, und stellen ein stabiles Element innerhalb des Genoms dar, an dem phylogenetische Studien mit hohen Aussagewert durchgeführt werden können.
Für die Untersuchung von Nishihara u. a. wurden Long interspersed nuclear elements (LINE) des Typs L1 bei Vertretern aller Säugetierordnungen genutzt. Die L1-Elemente gehören zu den am besten erforschten Retroposonen und machen beim Menschen etwa 16 % des Gesamtgenoms aus. Sie werden aufgrund ihrer Basenpaarung und besonders durch die Anordnung der Nukleotide am so genannten 3'-Ende in über 50 verschiedene Typen unterteilt. Außerdem unterscheiden sie sich in ihrer Länge, die im Durchschnitt etwa sechs kbp (6000 Basenpaare) beträgt, aber um mehrere hundert Basenpaare variieren kann. Die Variation wird auf Abbrüche bei der Replikation der DNA während des Einbaus der Elemente in das Genom zurückgeführt. Da die einzelnen L1-Elemente dadurch tatsächlich einzigartig in ihrem Aufbau und ihrer Lage im Genom sind, wird eine Homoplasie vollständig ausgeschlossen.

### Auswahl und Vergleich der Retroposonen
Zur Darstellung der phylogenetischen Zusammenhänge innerhalb der Säugetiere wurden Sequenzen des Genoms von Vertretern aller Säugetierordnungen mit Ausnahme der Schuppentiere miteinander verglichen (Alignment) und über das Bootstrap-Verfahren zum plausibelsten Ergebnis geführt. Dabei konzentrierte sich die Arbeitsgruppe auf die beschriebenen L1-Elemente und verglich insgesamt 192 Loci (Genorte) miteinander, die sie in einem vorab erfolgten In-silico-Screening beim Vergleich von bereits bekannten Gensequenzen des Menschen (Homo sapiens), der Hausmaus (Mus musculus), des Haushundes (Canis lupus familiaris) sowie des Hausrindes (Bos taurus taurus) identifizieren konnten.
Von diesen wurden 44 Loci als Indizien für eine phylogenetische Verwandtschaft auf dem Level der Ordnungen erkannt und genutzt.

## Ergebnis
Die von Nishihara u. a. 2006 entwickelte Hypothese bestätigt die generelle Großsystematik innerhalb der Höheren Säugetiere mit den Afrotheria, den Xenarthra, den Euarchontoglires sowie den Laurasiatheria. Außerdem unterstützen die Untersuchungen das Taxon der Scrotifera. Innerhalb dieses widersprechen ihre Ergebnisse allerdings dem bislang als plausibel anerkannten Taxon der Fereuungulata, indem bei ihnen die Fledertiere statt der Cetartiodactyla als Schwestergruppe der Unpaarhufer und Ferae (Zooamata) gruppiert werden und mit diesen das Taxon Pegasoferae bilden. Die Cetartiodactyla werden als Schwestergruppe der Pegasoferae betrachtet:
|          | Fledertiere (Chiroptera)                                                            |
|          |                                                                                     |
| Zooamata | \| \| Unpaarhufer \| \| \| \| \| \| Ferae (Raubtiere und Schuppentiere) \| \| \| \| |
|          | \| \| Unpaarhufer \| \| \| \| \| \| Ferae (Raubtiere und Schuppentiere) \| \| \| \| |
|          | Unpaarhufer                                                                         |
|          |                                                                                     |
|          | Ferae (Raubtiere und Schuppentiere)                                                 |
|          |                                                                                     |

|  | Unpaarhufer                         |
|  |                                     |
|  | Ferae (Raubtiere und Schuppentiere) |
|  |                                     |

|          | Fledertiere (Chiroptera)                                                            |
|          |                                                                                     |
| Zooamata | \| \| Unpaarhufer \| \| \| \| \| \| Ferae (Raubtiere und Schuppentiere) \| \| \| \| |
|          | \| \| Unpaarhufer \| \| \| \| \| \| Ferae (Raubtiere und Schuppentiere) \| \| \| \| |
|          | Unpaarhufer                                                                         |
|          |                                                                                     |
|          | Ferae (Raubtiere und Schuppentiere)                                                 |
|          |                                                                                     |

|  | Unpaarhufer                         |
|  |                                     |
|  | Ferae (Raubtiere und Schuppentiere) |
|  |                                     |

|          | Fledertiere (Chiroptera)                                                            |
|          |                                                                                     |
| Zooamata | \| \| Unpaarhufer \| \| \| \| \| \| Ferae (Raubtiere und Schuppentiere) \| \| \| \| |
|          | \| \| Unpaarhufer \| \| \| \| \| \| Ferae (Raubtiere und Schuppentiere) \| \| \| \| |
|          | Unpaarhufer                                                                         |
|          |                                                                                     |
|          | Ferae (Raubtiere und Schuppentiere)                                                 |
|          |                                                                                     |

|  | Unpaarhufer                         |
|  |                                     |
|  | Ferae (Raubtiere und Schuppentiere) |
|  |                                     |

|          | Fledertiere (Chiroptera)                                                            |
|          |                                                                                     |
| Zooamata | \| \| Unpaarhufer \| \| \| \| \| \| Ferae (Raubtiere und Schuppentiere) \| \| \| \| |
|          | \| \| Unpaarhufer \| \| \| \| \| \| Ferae (Raubtiere und Schuppentiere) \| \| \| \| |
|          | Unpaarhufer                                                                         |
|          |                                                                                     |
|          | Ferae (Raubtiere und Schuppentiere)                                                 |
|          |                                                                                     |

|  | Unpaarhufer                         |
|  |                                     |
|  | Ferae (Raubtiere und Schuppentiere) |
|  |                                     |

Vollständig verworfen wurde die in der klassischen Systematik häufig noch zu findende Gruppierung der Euungulata, in der die Unpaarhufer, Paarhufer und Wale ein Taxon bilden. Die Gruppe der Huftiere (Ungulata), die neben den bereits erwähnten Ordnungen auch noch die Erdferkel, Elefanten, Seekühe und Schliefer enthalten soll und die sich ausschließlich auf morphologische Merkmale stützt, wird ebenfalls ausgeschlossen.
Auch bei der Platzierung der Fledertiere werden die auf morphologischen Merkmalen basierenden Untersuchungen nicht unterstützt, die diese in die Verwandtschaft der Primaten, Riesengleiter und Spitzhörnchen und somit in die Archonta statt in die Laurasiatheria einordnen. Auf molekularer Basis lässt sich dies nicht bestätigen; hier wurden die Fledertiere bislang entweder als Schwestergruppe der Fereuungulata oder als Schwestergruppe der Insektenfresser (Eulipotyphla), mit denen sie dann das gemeinsame Taxon der Insectiphillia bilden, betrachtet.

## Morphologischer und paläontologischer Befund
Auf morphologischer Basis lassen sich sämtliche Taxa innerhalb der Säuger, die basierend auf molekulargenetischen Analysen gebildet wurden, nur sehr schwer oder gar nicht bestätigen. Besonders innerhalb der Laurasiatheria, in der die Pegasoferae angesiedelt sind, widerspricht die morphologische Betrachtung den Erkenntnissen der Molekularbiologie. Ein Problem der Einordnung stellen dabei vor allem die beiden klassisch zu den Huftieren (Ungulata) gruppierten Ordnungen der Paarhufer und Unpaarhufer. Beide haben eine Reihe von gemeinsamen Merkmale, die heute als konvergent betrachtet werden. Dazu gehört vor allem die Entwicklung der Hufe als Reduzierungs- und Anpassungserscheinung der vier Gliedmaßen, insbesondere der Finger- und Zehenstrahlen.
Auch paläontologisch lässt sich der molekularbiologische Fund nicht unterstützen, da es innerhalb der frühen Säugetierevolution zu einer rapiden Radiation der verschiedenen Säugerformen kam. So lassen sich von den unterschiedlichen Säugerordnungen zwar früh erste Vertreter finden, Übergangsformen sind dagegen nur sehr selten verfügbar. Dies trifft für alle Gruppierungen innerhalb der Laurasiatheria mit Ausnahme der Cetartiodactyla zu, bei denen Funde früher Wale eine eindeutige Zuordnung als Schwestergruppe der Paarhufer erlauben.

## Namensgebung

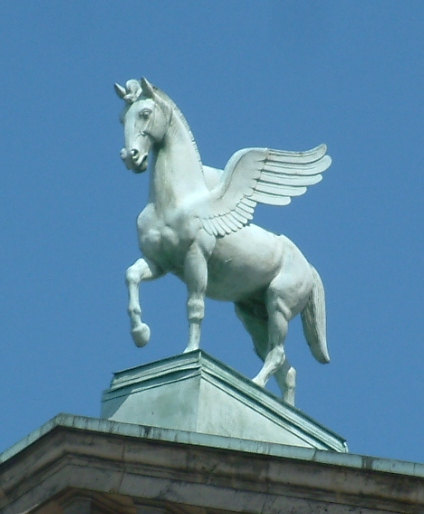
Pegasosfigur auf dem Dach der Oper von Posen

Der Name Pegasoferae setzt sich zusammen aus der bereits etablierten Bezeichnung Ferae (lat.: Wildtiere) für das aus Raub- und Schuppentieren bestehende Taxon sowie dem Wortstamm Pegaso-. Da es sich bei den anderen beiden Gruppen der Pegasoferae um die fliegenden Fledertiere sowie die Unpaarhufer handelt, bei denen die Pferde den größten Anteil ausmachen, bezieht sie sich auf den Pegasos aus der griechischen Mythologie. Dabei handelt es sich um ein fliegendes Pferd, vorgeschlagen wurde der Name durch Masami Hasegawa.